# Vibe (personaggio)
Vibe è un personaggio dei fumetti, un supereroe della DC Comics. Comparve per la prima volta in Justice League of America Annual n. 2 (novembre 1984), e fu creato da Gerry Conway e Chuck Patton.

## Ramone
La carriera di Ramone o Francisco "Cisco" Ramone come Vibe cominciò poco dopo che Aquaman sciolse la prima Justice League. Quando il giovane Ramone sentì che la nuova Justice League si stava formando nel suo quartiere di Detroit, decise di rinunciare alla sua posizione di leader di una gang di strada locale, Los Lobos, ed unirsi alla League. Ciò che rese Ramone un membro ideale fu la sua abilità metaumana di emettere onde shock potentemente vibranti.
La presenza di Vibe nella squadra fece sì che Aquaman e Martian Manhunter avessero dei forti dubbi sulla nuova formazione, in particolare dopo che la League fu coinvolta in una lotta con una gang rivale. Tuttavia, Vibe provò il suo coraggio durante la battaglia della League contro la Cadre, Anton Allegro, e Amazo. Rimase con la JLA fino al crossover della Crisi sulle Terre infinite, quando i suoi poteri giocarono un ruolo importante nella sconfitta di Despero.
Durante l'assalto di Darkseid alla Terra durante la miniserie Legends, la Justice League of America si sciolse e Paco lasciò la squadra alla ricerca del familiare conforto delle strade. Poco dopo, fu attaccato dagli androidi del Professor Ivo, e divenne il primo Leaguer ad essere ucciso in servizio. Martian Manhunter portò il suo corpo al santuario della League su una montagna, dove Vibe fu messo a giacere in una camera criogenica. Tuttavia, il corpo di Paco fu resuscitato due volte da alcuni criminali.

### Trinity
Nella recente maxiserie Trinity, la realtà fu alterata, e un Paco vivo e in buona salute è un membro de La League, una versione underground della Justice League. Tuttavia, poco dopo il ritorno di Superman, di Batman e di Wonder Woman, la sua testa venne disintegrata da un raggio d'energia, che lo uccise di nuovo.

### Armando Ramone
Uno dei fratelli più piccoli di Vibe, Armando, sviluppò dei poteri simili a quelli di Paco, e si unì alla squadra di eroi di Booster Gold, i Conglomerati, usando il nome in codice di Reverb e successivamente di Hardline. Ora possiede un locale da ballo di nome Reverb nella sezione di Little Tachyon di Old Town Metropolis.

#### Blackest Night
Nel numero di Justice League of America collegato al crossover La notte più profonda, Vibe fu un membro rianimato del Corpo delle Lanterne Nere, resuscitando dalla sua tomba nella Sala della Giustizia. Insieme alla Lanterna Nera Acciaio, Vibe attaccò i suoi vecchi compagni di squadra, Gypsy e Vixen, finché non venne distrutto dal Dottor Light corrente.

#### New 52
Nella serie New 52 si cercò di stabilire Vibe come supereroe più potente. Le origini di questa serie furono che dopo l'assalto di Darkseid alla Terra Paco venne a contatto con un Boom-Dotto che riscrisse il suo DNA dandogli la capacità di vibrare come quest'ultimo. Amanda Waller affermo che Vibe era uno dei meta-umani più potenti per la capacità di distruggere qualsiasi cosa e di rilevare qualsiasi minaccia.

## Poteri e abilità
Vibe ha la capacità di creare e controllare le vibrazioni e siccome l'universo è composto da particelle che vibrano, è capace di distruggerlo completamente. Stessa cosa vale per le persone (perché sono composte da molecole che vibrano). Ha anche la capacità di intercettare una minaccia avvertendo le vibrazioni della persona che la provoca. Vibe può controllare anche le sue stesse vibrazioni e facendo vibrare se stesso a varie frequenze può viaggiare sia nelle varie dimensioni che nel tempo.

## Altre versioni
Vibe ebbe un ruolo rilevante nel fumetto dedicato alla serie animata Justice League Unlimited, dove fermò il piano del Dottor Sivana di ricostruire Mister Atom.

## In altri media

### Film
- Una versione di una Terra parallela di Vibe di nome "Breakdance" compare nel film animato Justice League: La crisi dei due mondi (Justice League: Crisis on Two Earths), come parte della squadra di Owlman che si batte contro Superman quando la Justice League arriva per la prima volta sul suo mondo.

### Televisione
- Vibe compare numerose volte nella serie animata Justice League Unlimited. È spesso visto al fianco degli altri membri nella Detroit League ma non ha mai un ruolo importante.
- Nella serie The Flash Cisco è uno dei protagonisti. Lavora come scienziato alla S.T.A.R. Labs insieme a Caitlin Snow e insieme al Dott. Harrison Wells (alias Eobard Thawne/Anti-Flash). È la spalla di Barry Allen (Flash) ed è a conoscenza della sua identità segreta. Insieme a Caitlin aiuta Flash nel catturare i metaumani criminali, persone a cui è stato alterato il DNA a causa dell'esplosione dell'acceleratore di particelle del Dott. Wells, i quali usano i loro poteri per compiere crimini. Scopre che il Dott. Wells è in realtà Eobard Thawne (Anti-Flash) del XXV secolo e che è stato lui ad uccidere la madre di Barry. Viene ucciso dal Dott. Wells ma viene salvato, senza saperlo, da Barry, che creando una gigante barriera di energia intorno a Central City in modo da fermare uno tsunami creato da Mark Mardon, metaumano e fratello di Clyde Mardon ucciso da Barry, corre così velocemente avanti e indietro da tornare indietro nel tempo di un giorno salvando così la vita di Cisco e cambiando il corso della linea temporale. Nell'ultimo episodio della serie, Dr. Wells svela al ragazzo di essere stato colpito anche lui dall'esplosione dell'acceleratore di particelle, sviluppando, così, il potere di riuscire a vedere negli universi paralleli e, in seguito, a viaggiarvici.